# Mariusz Niemycki
Mariusz Niemycki (ur. 8 marca 1962 w Kożuchowie) – polski pisarz dla dzieci i młodzieży, autor scenariuszy radiowych i teatralnych.
Ukończył studia na Wydziale Pedagogicznym Wyższej Szkoły Pedagogicznej w Zielonej Górze, na Wydziale Elektrycznym (informatyka) Politechniki Zielonogórskiej oraz na Wydziale Nauk o Ziemi i Kształtowania Środowiska (geografia) na Uniwersytecie Wrocławskim. Współpracuje z wydawnictwami: Skrzat i WSiP, wcześniej Telbit, Żak i ZWiR Iwanowski. Mieszka w Nowej Soli.

## Twórczość

### Książki
- 1995: Kubusiowe zagadki
- 1996: Instrukcja obsługi kota
- 1996: Jak okradziono Świętego Mikołaja
- 1997: 365 zagadek
- 1998: Przygoda wielkanocna
- 1998: Są na świecie porzekadła
- 2001: Jak Żabcio nawarzył bigosu
- 2003: Jak Żabcio zbudował wynalazek
- 2003: Jak Żabcio został rycerzem
- 2003: Skrzacie straszydło
- 2003: Nieznośne skrzaciątko
- 2004: Jak Żabcio zdobył medal
- 2004: Jak Żabcio skarb odnalazł
- 2004: Księżniczka zaklęta w guzik
- 2004: Francuski piesek
- 2004: Marmolada ze szczura
- 2004: Kurczaczek Czaczek
- 2004: Skrzydlaci piraci
- 2004: Chata dzikiego skrzata
- 2004: Skrzacie fortele
- 2004: Skrzat włóczęga
- 2004: Skrzat i smok
- 2004: Po co ci ten dom, ślimaku?
- 2005: Deszczyk na zmartwienie
- 2005: Gdzie podziałeś mi się?
- 2005: Podejrzany facet z czerwonym nochalem
- 2005: Gadające sznurowadło
- 2005: Nędzny żywot bagiennego wampira
- 2005: Liczy baca owce, liczy
- 2005: Święty Mikołaj wchodzi kominem
- 2006: Wiadro na urodziny
- 2006: Tańczący z babokiem
- 2006: O tym, jak Mikołaj został Mikołajem
- 2008: O lichu, co króla mamiło i inne baśnie niepołomickie
- 2008: Zaczarowany dom Matyldy (powieść)
- 2008: Zośka Brat (powieść)
- 2009: Pogotowie
- 2009: W kosmosie
- 2009: Wojsko
- 2009: Żabcio marzyciel
- 2009: Żabcio podróżnik
- 2009: Autobusem czy tramwajem
- 2009: Kolej
- 2009: Lotnictwo
- 2009: Na budowie
- 2009: Na morzu
- 2009: Na wsi
- 2009: Policja
- 2009: Straż pożarna
- 2009: W szkole
- 2010: O złym hetmanie i zatopionym zamku oraz inne baśnie Sępólna Krajeńskiego
- 2010: Kłopotek
- 2010: Kłopotek wyrusza w świat
- 2012: Tajemniczy kapelusz i inne opowiadania
- 2012: Dziewczynka, która nie wiedziała kim jest (powieść)
- 2012: Zaczarowana bajka
- 2013: Wesoła ortografia cz.1
- 2013. Wesoła ortografia cz.2
- 2013: Wymiar Pe czyli Świat według Lusi (powieść)
- 2014: Wesoła ortografia cz.3
- 2014: Wesoła ortografia cz.4

### Świat Obi-Boków
- 2003: Kraina Obi-Boków
- 2003 Nadzieja Obi-Boków
- 2004: Bohater Obi-Boków

### Przygody Cyny
- 2004: Ptak, Cyna i pies sąsiadów
- 2005: Ptak, Cyna i luneta wisielca
- 2006: InterCyna

### Detektyw Zuzia na Tropie
- 2006: Zuzia na zamku Białej Damy
- 2007: Zuzia i Panna N.
- 2007: Zuzia i skarby katedry
- 2008: Zuzia kontra Scotland Yard
- 2009: Zuzia i zagadka Pani Labiryntu
- 2010: Zuzia na tropie Makusynów
- 2012: Zuzia i tajemnica Złotego Łabędzia

### Piątka z Bukowej Góry
- 2010: Wielki kudłaty Łobuz
- 2010: Tajemnica rodzi Kłopoty
- 2011: Ktoś bardzo podejrzany
- 2011: Policjanci i złodzieje

### Demoniczny Damianek
- 2013: Demoniczny Damianek, czyli mistrz kłopotów. Tom 1
- 2013: Demoniczny Damianek, czyli strach ma moje oczy. Tom 2

### Listonosz Kot
- 2013: Imieniny Kiki
- 2013: Podejrzana przesyłka
- 2014: Misja prawie niemożliwa
- 2014: Pięć minut Leona
- 2014: Początkujący filatelista
- 2014: Trudna sztuka pisania listów

## Słuchowiska radiowe
- Zagadka dla Pożeracza
- Zakochany Żółwikonik
- Smocze jajo
- Tajemnica Dziadka Umu
- Kto przedrzeźnia Bulgota
- Przybłęda z Krainy Mgieł
- Szkiełka Lucyfera
- Afi dziwi się jesieni
- Mimi, córka kapitana
- Hotel Pod Wierzbą
- Buras wypatrzy wszystko
- Chytry plan Parmezana
- Listonosz zawsze ma pod górkę
- Nieznośne skrzaciątko
- O tym jak Mikołaj został Mikołajem
- Przygoda Zuzi na sankach
- Ptaszkieterowie
- Rękawiczki babci Tosi
- Śnieżny kryzys w Białym Dole
- Wielki kłopot nietoperza
- Zimowa podróż skrzata Półkoszka
- Eliasz Bomba i czterdziestu ochotników
- Najlepszy kowboj
- Mrrruczuś
- Prawie-jamnik wielorasowy
- Bazyliszek
- Święty Mikołaj okrąża świat
- Święty Mikołaj mówi dobranoc
- Skrzydlaci piraci
- Tajemniczy kapelusz
- Zuzia w podróży
- Zuzia na wyspie Grumbu-bumbu-raba-baków
- Zuzia i Bąbelek
- Zuzia w obłokach
- Bałwanek Zuzi

## Scenariusze teatralne

### Dla dorosłych
- Komunały Komuny

### Dla dzieci i młodzieży
- Kłopotek, czyli jak trudno być skrzatem
- Rok zero
- Sitael, anioł do zadań specjalnych
- Randka pod Florianem – musical
- Najlepsza mama Zazulki

## Nagrody i odznaczenia
- 2001: Srebrny Krzyż Zasługi – nadany przez prezydenta Rzeczypospolitej Polskiej Aleksandra Kwaśniewskiego[1]
- 2004: Wyróżnienie w ramach Nagrody Literackiej im. Kornela Makuszyńskiego "za pogodną i pełną dynamiki twórczość dla czytelników w różnym wieku".
- 2008: Wyróżnienie w ramach II Ogólnopolskiego Konkursu Literackiego Wydawnictwa TELBIT za powieść dla młodzieży Zośka Brat
- 2012: Medal Komisji Edukacji Narodowej
- 2012: III miejsce w powiecie nowosolskim w Plebiscycie Lubuszanin Roku
- 2013: I miejsce w konkursie: "Baśnie i legendy Sępólna Krajeńskiego i okolic"